# フランシスコ・ヌニェス・オリベラ
フランシスコ・ヌニェス・オリベラ（Francisco Núñez Olivera、1904年12月13日 - 2018年1月29日）は、かつて男性の長寿世界一だったスペインの男性。しかし、後述の通り存命中にはその記録は認められていなかった。

## 略歴
1904年、エストレマドゥーラ州のビエンベニーダ村に生まれる。実家はオリーブやブドウを生産する農家であった。
愛称はマルチェナ(Marchena)だった。
20歳の時に第3次リーフ戦争に従軍。退役後は故郷に戻り実家の農場で農業に従事し、生涯をビエンベニーダ村で過ごした。
2017年8月11日、それまで世界最高齢の男性であったイスラエル・クリスタルが死去し、112歳229日で世界最高齢の男性となる。しかし、オリベラの出生証明書はスペイン内戦の際に焼失しており、GRGは「年齢を証明する確実な証拠がない」として、新たな世界最高齢の男性にオリベラではなく野中正造（1905年7月25日生まれ）を認定した。
2018年1月29日、113歳47日で死去。2日後の1月31日、GRGはオリベラの生年月日が1904年12月13日であったと認定した。つまり、クリスタルの次に男性長寿世界一となったのはオリベラであり、その死をもって野中が男性世界一となる、という事になった。
生前、彼は長寿の秘訣について「自分の農場で作った野菜を中心とした食事と、毎日赤ワインを1杯飲む事」と語っていた。